# Gornyj (Territorio di Chabarovsk)
Gornyj (in russo Горный?) è un villaggio (insediamento operaio fino al 2018) della Russia, situato nel Territorio di Chabarovsk. Si trova nel distretto Solnečnyj.
La località si trova 15 km a ovest di Solnečnyj, centro amministrativo del distretto.